# Poisson d'avril (film, 1954)
Pour les articles homonymes, voir Poisson d'avril (homonymie).
Pour plus de détails, voir Fiche technique et Distribution.
Poisson d'Avril est un film français réalisé par Gilles Grangier en 1954.

## Synopsis
Brave mécanicien de garage, mari fidèle et bon père de famille, Émile Dupuy se laisse convaincre par le bagout d'un vendeur de bazar qui lui fait acheter un modèle de canne à pêche perfectionné avec l'argent destiné à la machine à laver dont rêve Charlotte son épouse. N'osant le lui avouer, il va mentir et, de petits mensonges en gros mensonges, se retrouve dans une situation inextricable.

## Fiche technique
- Réalisation : Gilles Grangier, assisté de Maxime Roger, Jacques Deray
- Scénario : Gérard Carlier
- Adaptation : Gilles Grangier, Michel Audiard
- Dialogues : Michel Audiard
- Décors : Jacques Colombier, assisté de René Guisgaud et Alfred Marpeau
- Opérateur : Marc Fossard
- Cadreur : Roger Duculot, assisté de René Schneider et Clovis Terry
- Musique : Étienne Lorin
- Chanson : Aragon et Castille de Boby Lapointe
- Son : Jean Rieul, assisté de Jean-Claude Marchetti
- Perchman : Marcel Corvaisier
- Montage : Jacques Thiedot, assisté de Paulette Fontenel
- Maquillage : Marcel Bordenave
- Coiffures : Gisèle Jacquin-Mourguet
- Photographe de plateau : Robert Joffre
- Script-girl : Martine Guillou
- Accessoiristes : Louis Giron, Roger Ronsin
- Tapissier : Georges Thiebault
- Régisseur : Paul Laffargue
- Régisseur, ensemblier : Jean Chaplain
- Sociétés de production : Victory, Intermondia Films
- Chef de production : Jean-Paul Guibert
- Distribution : Victory Films, Mondial Films
- Directeur de production : Jean Desmonceaux
- Secrétaire de production : Marcelle Laquerrier
- Tournage du 26 février au 24 avril 1954 aux studios de Boulogne
- Pays :  France
- Format : Noir et blanc - 1,37:1 - 35 mm - Son mono
- Genre : Comédie
- Durée : 102 minutes
- Date de sortie : 
  - France - 28 juillet 1954

## Distribution
- Bourvil : Émile Dupuy, mécanicien automobile
- Annie Cordy : Charlotte, la femme d’Émile
- Jacqueline Noëlle : Annette Coindet, la cousine d'Émile
- Louis de Funès : le garde-pêche
- Pierre Dux : Gaston Prévost, l'amant d'Annette
- Denise Grey : Clémentine Prévost, la femme de Gaston
- Maurice Biraud : le vendeur d'articles de pêche
- Louis Bugette : le patron du garage
- Paul Faivre : Louis, le bistrot, dit : Pépère
- Suzanne Grey : une voisine
- René Havard : l'examinateur automobile
- Jean Hébey : M. Dutreille, un client du garage
- Charles Lemontier : M. Gauthier
- Guy Loriquet : Léon, l'apprenti garagiste
- Gérard Sabatier : le petit Jacky Dupuy
- Zeimmet : Germain, le domestique des "Prévost"

Non Crédités :
- Christian Brocard : un client au magasin
- Gérard Darrieu : le livreur de machine à laver
- Guy Delorme : un consommateur au café
- Charles Denner : un consommateur au café
- Édouard Francomme : un consommateur au café
- Émile Riandreys : un consommateur au café

## Autour du film
- Première rencontre cinématographique entre Bourvil et Louis de Funès : ils formeront plus tard le duo comique le plus célèbre du cinéma français.